# Halte Koenenkade
Halte Koenenkade (telegrafische code: knk) is een voormalige spoorweghalte aan de Spoorlijn Aalsmeer - Amsterdam Willemspark, ter hoogte van de Koenenkade, destijds aangelegd door de Hollandsche Electrische-Spoorweg-Maatschappij.
De halte werd geopend op 1 mei 1915 en gesloten op 5 juni 1925. Tijdens de Tweede Wereldoorlog is de halte heropend, van 1 februari 1941 tot 1 november 1942. Dit omdat de parallel lopende buslijn H van de Gemeentetram Amsterdam wegens materiaalschaarste niet meer kon rijden. Buspassagiers werden naar de stoomtrein verwezen. Voor de rit moest 1 stuiver betaald worden aan de op de halte aanwezige gemeentelijke tramfunctionaris.
Bij de stopplaats stond een gebouw (nr. 36) van het type HESM-baanwachterswoning. Deze is gesloopt in de jaren zestig.
Sinds 28 mei 1981 heeft de Electrische Museumtramlijn Amsterdam hier een halte. De Stedenmaagd Amsterdamse Bos staat hier sinds 18 juni 2014.